# かわたな戦隊クジャクマン
かわたな戦隊クジャクマン（かわたなせんたいクジャクマン）は、長崎県東彼杵郡川棚町発祥のローカルヒーロー。

## 概要
2008年、東彼商工会青年部川棚支部部員により結成された。結成のきっかけは祭りの打ち上げの際に盛り上がったこと。ミュージカル出身の部員を中心にステージを構成し、衣装なども手作りにて準備、2008年5月に開催された「川棚くじゃく祭り」で初登場した。
1963年、日本とインドの親善を記念して川棚町に寄贈され、現在大崎クジャク園にて飼育されているインドクジャクたちがモチーフで、頭についているクジャクの羽がトレードマーク。悪者「チョバ」からふるさとを守る、という設定で、ショーはゲームに耽溺し、あるいは万引きに手を染めるなどして悪者に乗ぜられ、組織に連れ去られそうになっている子供をクジャクマンが救出する、といった展開が主となっている。
初登場以降は、「川棚くじゃく祭り」や夏祭りに出演して子供の人気を獲得、幼稚園のお遊戯会に招かれるまでになった。しかし2012年、こどもの日をもって引退。その後「かわたな戦隊クジャクマンZ」に引き継がれた。
偶然にも、町内の栄町アーケードにはクジャクマンのシャッターアートが完成し、いつでも会えるようになった。

## 登場キャラクター

### クジャクマン
4人編成。当初は2人であったが、徐々に増員していった。
最初の2人の色が、赤・白だった理由は、「衣装を買いに行ったとき、それらがあったから」
クジャクの羽は頭の中心に数本まとまってついているが、第1回では耳付近、マントにもついていた。マントに関しては、初回に子どもたちに分け与えたため、第2回以降は、布のみのマントとなっている。足元は地下足袋を着用している。

#### クジャクレッド（赤）
創設メンバー。もっとも男の子人気が高いキャラクター。悪がいなくなった後にピンクと結婚し、家族を守ることに専念する。
- 名乗り:「みんなの熱い叫びに応えて参上! クジャークレーッド!」
- 武器: 大剣

#### クジャクホワイト（白）
創設メンバー。ベースとなったスーツ形状がレッドと違い、地下足袋もひとりだけ黄色に染めてある。ある意味独特なキャラクターで、グッズに関しては「汚れが気になる」という理由であまり売れなかった。悪がいなくなった後、故郷のインドへ帰っていった。
- 名乗り:「みんなの澄み切った瞳で参上! クジャークホワーイト!」
- 武器: ショートソード

#### クジャクブルー（青）
2008年12月加入。レッド・ホワイトの2体のピンチに駆けつける形で初登場。歩道橋の上から夕日をバックに登場したシーンは、いまでも語り継がれる伝説。毎回、登場シーンが名物だったが、「ブルーばっかり目立ってズルい」との内部事情で、通常の登場となる。悪がいなくなった後、太平洋の平和を守りに出発した。
- 名乗り:「川棚川のゆるやかな流れより参上! クジャークブルー!」
- 武器: トンファーソード

#### クジャクピンク（桃）
2010年加入。要望の多かった女性メンバーとして、活動中盤に産休明けという設定で登場。単体での人気はレッドをしのぐ。初登場時に、ドSな口調で評判が悪かったため、二回目以降はおしとやかになった。悪がいなくなった後、レッドと結婚し、子育てに専念している。
産休明け→結婚という経緯をたどったため、結果的にシングルマザーとなってしまったが、これは脚本家の凡ミス。
- 名乗り:「みんなの温かい心より参上! クジャークピーンク!」
- 武器: ムチ

#### アイちゃん
クジャクマンショーのヒロイン。ちょっとしたイタズラ心からチョバーズに目をつけられ、いつもピンチに陥る。助けを呼ぶ際の「みんな私と一緒にクジャクマンをよんで！ せーの、クジャクマーン」は恒例。リニューアルの際に引退。名誉隊員として任命された。

### チョバーズ
子どもたちの悪の心から誕生する「悪心生誕チョバーズ」。親玉「チョバボス」と戦闘員「チョバ」からなる。チョバの人数は、イベントに参加できる人間の数、つまり仕事の都合で増減する。

#### サンタリン
サンタの格好をした悪の大王。チョバに呪文をかけ、パワーアップさせる。後に改心して、普通のサンタに戻る（第3回）。

#### ゲンキング
2009年、こどもの日に登場（第4回）。仮面をかぶっている。ゲンキング帝国の親玉で、サンタリンなきあと、ゲンキング帝国よりやってきた。ゲンキング帝国川棚を建国しようとし、自分の力にならない元気のない人間を抹殺しようとしている。最終回（第13回）にて、命を削って手に入れた3枚刃の鎌でクジャクマンを追い詰めるも、命が尽きてしまい、倒されてしまった。最後の言葉は「なんじゃこりゃああぁぁぁ」「オレがいなくなっても悪はなくならない…」
- 武器: 大鎌

#### チョバ
胸に「ち」と書かれたバッジをしているのが特徴。かん高い声で「チョバチョバ」といいながら、子どもたちを襲う。イタズラ心の塊のため単体での危険はあまりないが、ボスのいうことは何でも聞く。一撃必殺の合体技「サンダーチョバランダー」でレッド・ホワイトを追い詰めたこともある（第3回）。
- 武器: トラ柄スティック、ピコピコハンマー

#### コイノボリンダー
2008年、こどもの日に登場（第1回）。チョバがこいのぼりをまとった姿。横っ腹を掻きながら、「ボーリボーリ」というのが口癖。

#### ボンオドリンダー
2008年、夏祭りにて登場（第2回）。早着替えにて盆踊り衣装に着替える予定だったが間に合わず、ハッピを着ただけのチョバができあがってしまった。ある意味で伝説な存在。「ボンオドー、リンダ、リンダ」が口癖。

#### ゲンキラージュニア
ゲンキングの手下。元気を食べてしまう。

#### ゲームンガー
チョバがDSのようなゲームを被っている。「ゲームーン」が口癖。